# Wilhelm Wickop
Wilhelm Wickop (* 29. Oktober 1824 in Beckrath; † 4. Oktober 1908 in Rhöndorf) war ein deutscher Maurermeister, Gewerbelehrer und Architekt des Historismus. 

## Leben
Wilhelm Wickop war der Sohn von Jacob Dietrich Wickop aus Ruhrort und Johanna Wickop geb. Frenzen aus Krefeld. Mit 15 Jahren verlor er seinen Vater und musste daraufhin die Schule abbrechen und eine Lehre beginnen, um mit seinem Verdienst die Familie zu unterstützen.
Wickop begann in Köln zunächst eine Lehre als Maurer und legte später seine Prüfung als Maurermeister ab. Anschließend erhielt er eine Anstellung am Kölner Stadtbauamt, wo er sich autodidaktisch zum Architekten schulte. Dazu absolvierte er einige praktische Jahre beim Kölner Dombaumeister Ernst Friedrich Zwirner und war zugleich für die Kölner Bezirksregierung mit neuen Aufzeichnungen monumentaler Bauwerke des Mittelalters, vor allem der romanischen Kirchen, betraut. 1856 ging Wickop zunächst nach Krefeld und wenige Monate später nach Berlin, wo er eine offizielle Ausbildung zum Zeichen- und Gewerbeschullehrer begann. Sein praktisches Jahr absolvierte er ab 1858 an der Provinzial-Gewerbeschule Aachen, und seine Prüfung zum Gewerbeschullehrer legte er am 18. März 1862 wiederum in Berlin ab. Mit Wirkung vom 18. November 1862 wurde Wickop schließlich an der Provinzial-Gewerbeschule Aachen als ordentlicher Gewerbeschullehrer fest angestellt, später zum Oberlehrer befördert und zum Professor ernannt. Im Jahr 1894 ging er in den Ruhestand und verbrachte seinen Lebensabend in Rhöndorf am Rhein.
Wilhelm Wickop war seit 1856 verheiratet mit Henriette Elise geb. Schifflin (* 1833) aus Krefeld. Zusammen mit ihr hatte er mehrere Kinder, darunter Georg Wickop, der wiederum der Vater von Walther Wickop war, beide erfolgreiche Architekten und Hochschullehrer. 

## Werk
Noch vor Wickops Dienstzeit in Aachen wurde der niederländische Unternehmer und Politiker Peter Regout auf ihn aufmerksam und übertrug ihm die Planungen für den Bau seiner Villa Vaeshartelt in Maastricht; später folgten weitere Bauaufträge von Regout. 
Wickops erstes Hauptwerk in Aachen war 1862 der Bau der Alten Synagoge im maurischen Stil. Im gleichen Stil folgte zwei Jahre später der Anbau eines neuen Flügels zur Neuen Redoute, dem 1782 errichteten Monumentalbauwerk von Jakob Couven. Dieser Flügel diente als Residenz für die städtische Musikdirektion und wurde rechtwinklig und unverbunden an die Redoute angelegt und erst 1910 durch den Aachener Stadtbaumeister Joseph Laurent im Rahmen einer weiteren Umbaumaßnahme miteinander verbunden. 
In der Folge erhielt Wickop den Auftrag zum Bau mehrerer Schul- und Fabrikgebäude in Aachen und neuer Gasfabriken in Aachen und Köln. Ebenso übernahm er die Planungen zum Bau mehrerer Villen für Unternehmer in Aachen und Umgebung, darunter für die Familien von Scheibler in Astenet, Nellessen in Aachen und Hösch in Düren.
Darüber hinaus beteiligte sich Wickop an mehreren Architekturwettbewerben und errang dabei unter anderem einen 1. Preis für seinen Entwurf zum Neubau der Brüsseler Synagoge sowie 1868 einen Preis für seinen Entwurf zum Neubau des Berliner Doms. 
Außerdem erstellte Wickop zahlreiche Entwürfe für zumeist sakrale Gold- und Silberschmiedearbeiten.

### Bauten
- 1857: Villa Klein Vaeshartelt im Maastrichter Stadtteil Meersenhoven, Weert 18
- 1860–1862: Synagoge in Aachen (mehrfach erweitert; 1938 zerstört)
- 1863: Wohnhaus Boschstraat 45 in Maastricht (zugeschrieben)
- 1863–1864: Anbau eines neuen Flügels an der Neuen Redoute in Aachen
- 1880: Villa Le Petit Suisse (auch Villa Kanjel) im Maastrichter Stadtteil Nazareth, Meerssener Weg 1
- 1885–1889: Neubau der Pfarrkirche St. Castor in Alsdorf (gemeinsam mit Eduard Linse; 1962 abgebrochen)

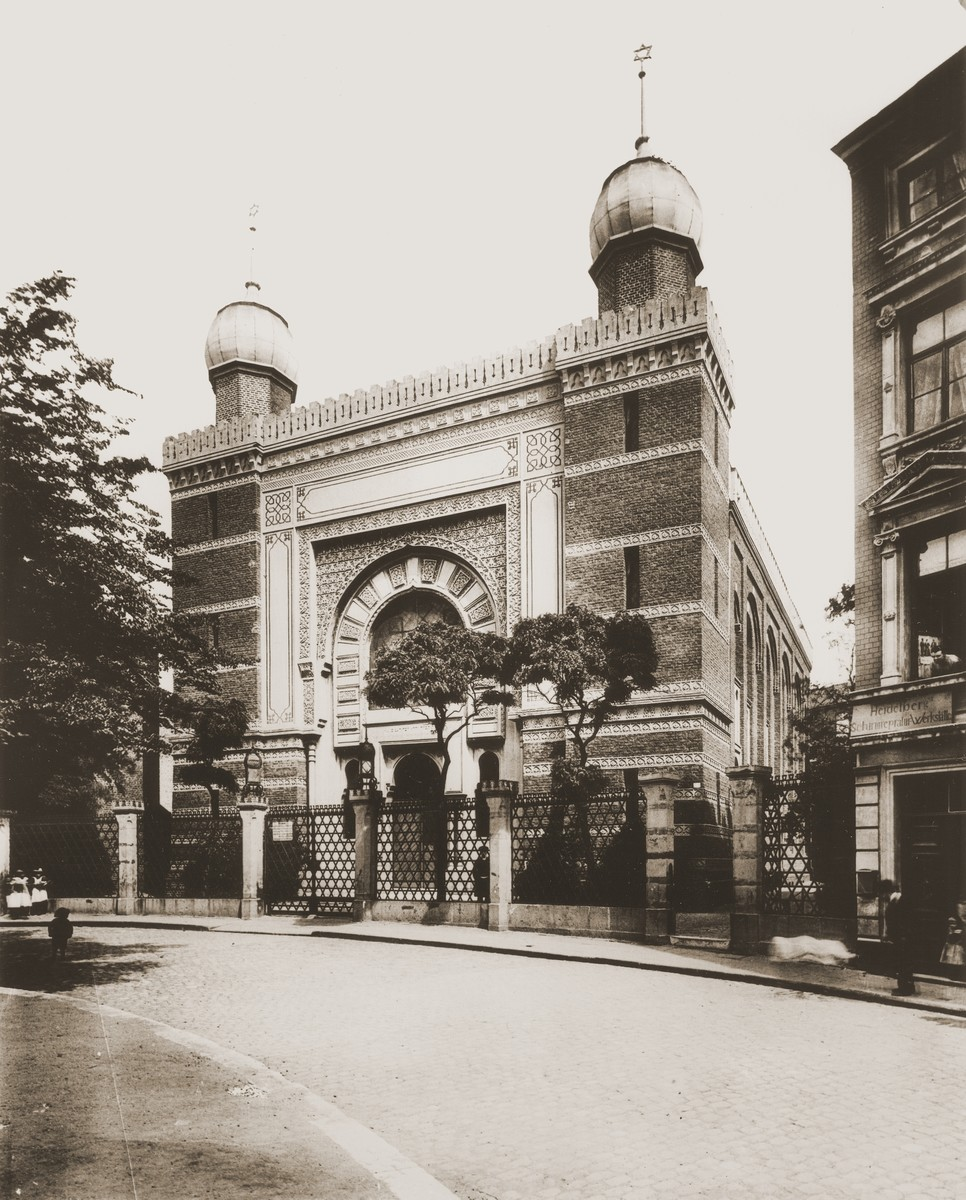
Synagoge in Aachen
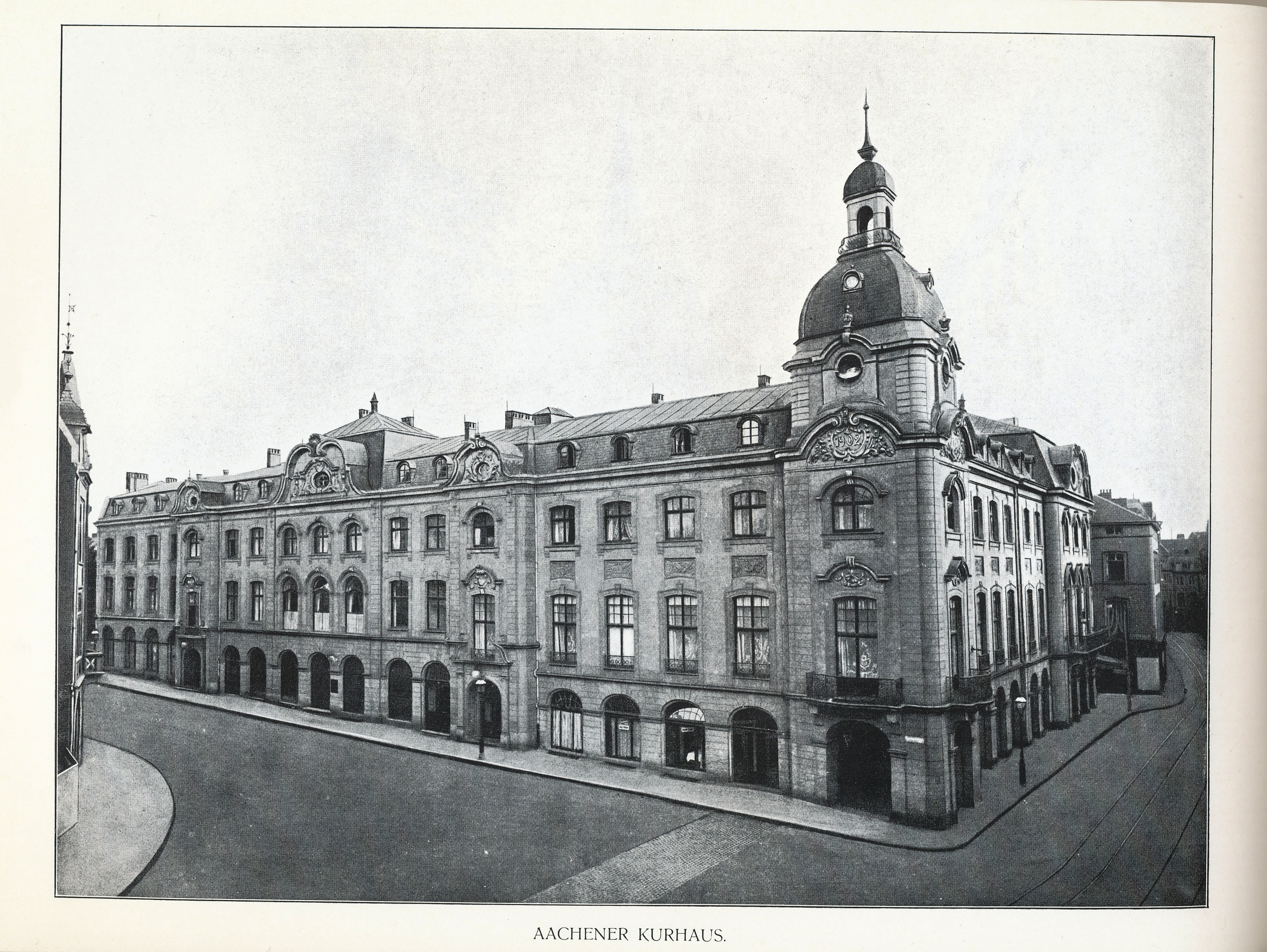
Neue Redoute in Aachen (um 1905)
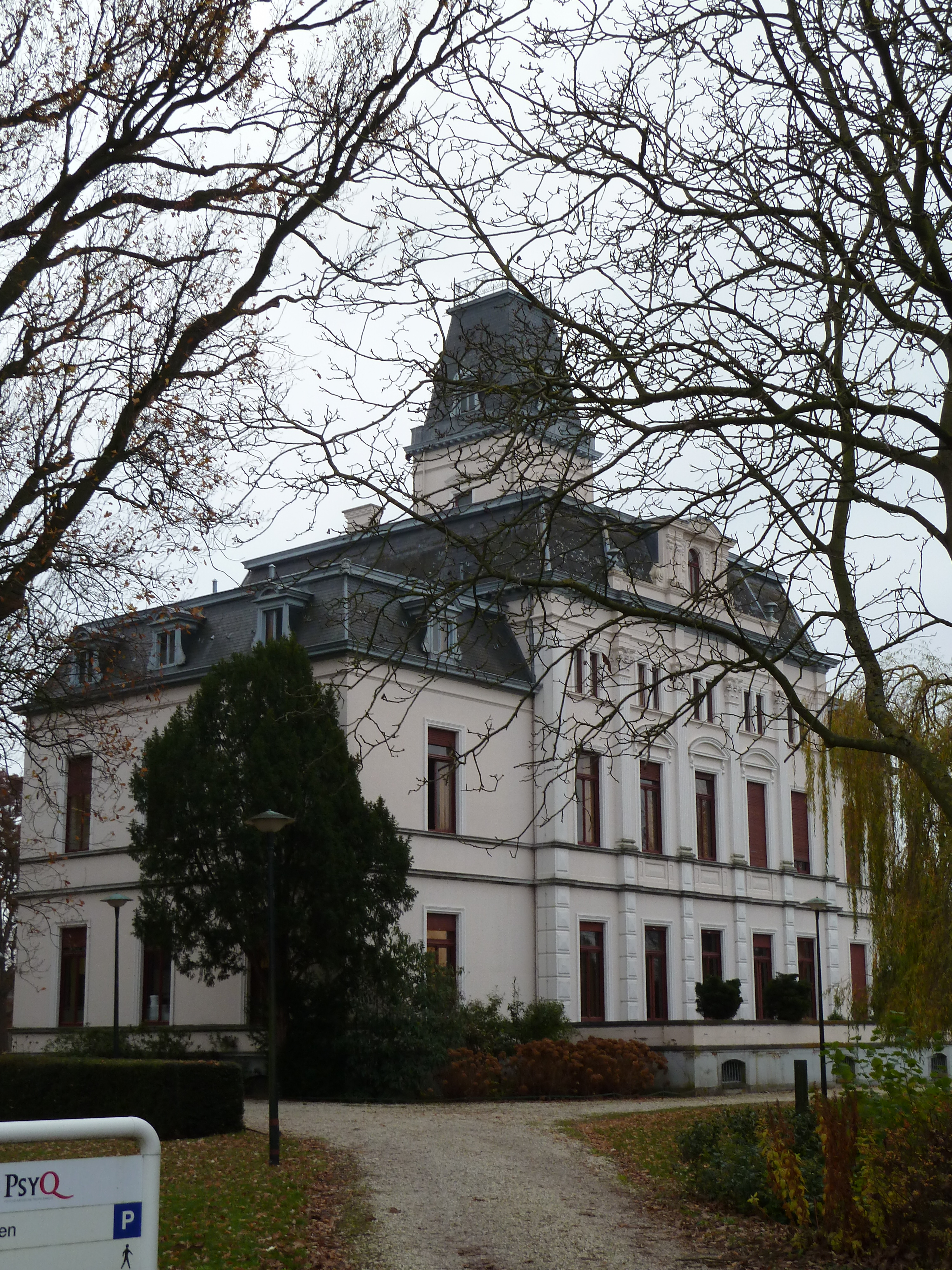
Villa Le Petite Suisse in Maastricht
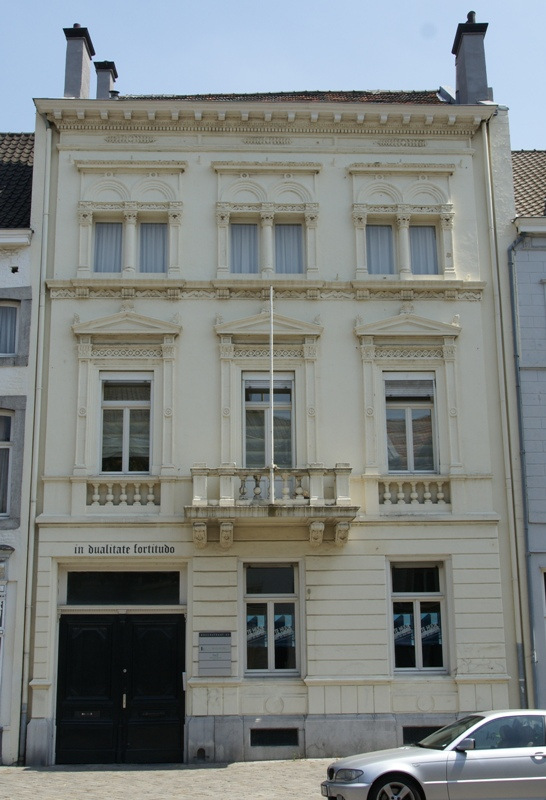
Wohnhaus Boschstraat 45 in Maastricht